# Far Cry 3
Far Cry 3 és un videojoc d'acció en primera persona en el tròpic, creat per Ubisoft Montreal i Massive Studios que va sortir a la venda el 29 de novembre del 2012 per: PlayStation 3, Xbox 360 i Microsoft Windows. El jugador en la pell de Jason Brody, un turista encallat en una misteriosa illa tropical aïllat de la civilització. En aquest paradís salvatge on el caos i la violència són moneda corrent, el jugador ha de decidir quan, on i com es desenvoluparan els esdeveniments i situacions que se li presentaran al llarg de la història.
Far Cry 3 pren lloc en alguna illa entre l'oceà Índic i el Pacífic. L'objectiu principal d'aquest és rescatar els amics i la núvia del protagonista, capturats pels pirates que habiten a les illes, i escapar d'aquestes.
El 2 de febrer de 2018, es va anunciar que el títol arribaria a les consoles PlayStation 4 i Xbox One, amb el nom de Far Cry 3: Classic Edition i es posaria a la venda a meitat d'aquest any. Aquesta edició també es va poder adquirir de manera anticipada a través de la compra del pas de temporada de Far Cry 5.

## Desenvolupament
El joc ha estat desenvolupat i produït per Ubisoft, igual que Far Cry 2, a diferència del primer el qual va ser desenvolupat per Crytek, qui va desenvolupar també la famosa sèrie Crysis.
El primer tràiler oficial va ser mostrat en la conferència de l'E3 del 2011 el 6 de juny d'aquest mateix any. També es va confirmar que el motor gràfic que usa és el Dunia Engine 2, el mateix usat a Far Cry 2 però amb avançada tecnologia d'animació d'aigua per donar una experiència més profunda.

## Recepció
Far Cry 3 va ser aclamat universalment. Llocs web com GameRankings i Metacritic van qualificar la versió de PS3 amb 89.18% i 90/100 respectivament la versió de Xbox 360 amb 89.14% i 90/100 i la versió de PC amb 88.12% i 88/100.
El joc va ser molt elogiat per Eurogamer, on va obtenir una qualificació 10/10, declarant que «Far Cry 3 representa totes les coses bones sobre els jocs de món obert». Edge també va elogiar el joc, qualificant-lo de «salvatge, reactiu i impredictible» i li va donar una qualificació 8/10. G4TV li va donar al joc una qualificació de 5/5, lloant el seu món obert, les missions principals llargues i satisfactòries, l'excel·lent maneig de les armes, amb la possibilitat de personalitzar-les i una història convincent.
El joc va ser nominat a diversos premis importants en la indústria, incloent-hi el premi BAFTA al millor joc, el qual va perdre contra Dishonored el 2013. No obstant això, guanyar el BAFTA com a millor joc d'acció.